# Dysdaemonia undosa
Dysdaemonia undosa är en fjärilsart som beskrevs av Breyer 1933. Dysdaemonia undosa ingår i släktet Dysdaemonia och familjen påfågelsspinnare. Inga underarter finns listade i Catalogue of Life.